# سونيا بيرنهارت
سونيا بيرنهارت (بالإنجليزية: Sonja Bernhardt)‏ هي رائدة أعمال أسترالية، ولدت في 1959 في لاونسستون في أستراليا.